# Louis Vuitton
Луи Вюитон пренасочва насам.  За модния дизайнер вижте Луи Вюитон (дизайнер).
Louis Vuitton Malletier SAS, известна като Louis Vuitton (транскрипция „Луѝ Вюито̀н Малетиѐ“), е френска модна къща за луксозни стоки, компания, основана през 1854 г. от Луи Вюитон. Монограмът LV може да се види върху повечето продукти на марката – от луксозни чанти и кожени изделия до готово облекло, обувки, парфюми, часовници, бижута, аксесоари, слънчеви очила и книги. Louis Vuitton е една от водещите международни модни къщи в света. Тя продава продуктите си чрез самостоятелни бутици, наети отдели в елитни универсални магазини и чрез раздела за електронна търговия на своя уебсайт. През 1987 г. Louis Vuitton се слива с Moët Hennessy, за да създаде LVMH, на която е дъщерно дружество.
В продължение на шест последователни години (2006 – 2012 г.) Louis Vuitton е обявена за най-ценния луксозен бранд в света. През 2012 г. тя е оценена на 25,9 млрд. щ.д. През 2013 г. оценката на марката е 28,4 млрд. щ.д. при приходи от 9,4 млрд. щ.д. Компанията оперира в 50 държави с повече от 460 магазина по целия свят.
Louis Vuitton се сблъсква с някои случаи на критика: постоянни нападки заради неуспехите му в прекратяването на принудителния труд, предполагаемо неправилно третиране на нейни модели през 2017 г. и поредица от силни полемики в Барселона, Каталуния (заради спонсорирането на Купата на Америка през 2024 г.), които включват административно непрозрачно модно ревю, значителни щети в Парк Гюел, който е обект на световното наследство на ЮНЕСКО и множество граждански протести срещу компанията.